# Georg Jellinek
Georg Jellinek (Lípsia, 16 de junho de 1851 — Heidelberg, 12 de janeiro de 1911 (59 anos)) foi um filósofo do direito e juiz alemão.

## Carreira
Jellinek estudou direito em 1867 em Viena, na Alma Mater Rudolphina, juntamente com história da arte e filosofia. Além disso, continuou os estudos até 1872 em filosofia, história e direito na Universidade de Heidelberg em Heidelberg e na Alma Mater Lipsiensis. Jellinek frequentou Leipzig em 1872 escrevendo uma dissertação sobre as cosmovisões de Leibnitz e Schopenhauer e recebeu seu Dr. phil. Em 1874, ele também recebeu o Dr. jur.
Jellinek seguiu isso em 1879 com sua habilitação na Universidade de Viena. Jellinek tornou-se professor de filosofia do direito em Viena e, em 1881, foi nomeado membro da Comissão de Exame do Estado. No ano seguinte, Jellinek publicou uma de suas obras seminais intitulada "A doutrina dos Estados Federados" (1882). Em 1883 foi nomeado professor extraordinário de Direito Constitucional em Viena. Em 1889, ele se tornou professor titular em Basel e aposentou-se de sua posição acadêmica na Áustria-Hungria. Em 1891, Jellinek tornou-se professor de direito na Universidade de Heidelberg e escreveu, em 1900, sua magnum opus, a "Teoria Geral do Estado". Em 1907 ele se tornou o primeiro reitor Judeu da Universidade de Heidelberg.

## Escritos
A maioria dos escritos de Jellinek permanece sem tradução do idioma alemão original.
- Die Weltanschauungen Leibnitz’ und Schopenhauer’s: Ihre Gründe und ihre Berechtigung. Eine Studie über Optimismus und Pessimismus. Hölder, Wien 1872 (Dissertação, Universidade de Leipzig; Online).
- Die Lehre von den Staatenverbindungen. Haering, Berlim 1882 (Online).
- Die socialethische Bedeutung von Recht, Unrecht und Strafe. Hölder, Wien 1878 (Online).
- Die rechtliche Natur der Staatenverträge: Ein Beitrag zur juristischen Construction des Völkerrechts. Hölder, Wien 1880 (Online).
- Österreich-Ungarn und Rumänien in der Donaufrage: Eine völkerrechtliche Untersuchung. Hölder, Wien 1884 (Online).
- Gesetz und Verordnung: Staatsrechtliche Untersuchungen auf rechtsgeschichtlicher und rechtsvergleichender Grundlage. Mohr, Freiburg im Breisgau 1887 (Online).
- System der subjektiven öffentlichen Rechte. Mohr, Freiburg im Breisgau 1892 (Online).
- Allgemeine Staatslehre (= Recht des modernen Staates. Vol. 1). Berlim 1900; 2ª edição 1905 (Online); 3ª edição 1914 (Online).